# Ейвъри Корман
Ейвъри Корман (на английски: Avery Corman) е американски романист, автор на статии и есета в различни периодични публични издания, включително и в „Ню Йорк Таймс“.

## Биография
Ейвъри Корман е роден на 28 ноември 1935 г. в Ню Йорк, в континенталния му район Бронкс. С този район се свързва обществената му дейност по възстановяване на баскетболното игрище на някогашното му училище. Тази инициатива предизвиква създаването на фондация за градските паркове на Ню Йорк, чийто учредител и член на борда е и писателят.

## Творчество
Автор е на романа „Крамър срещу Крамър“, чиято едноименна филмова адаптация печели „Оскар“ за най-добър филм (продуцент Стенли Джаф) за 1979 г. и още четири награди „Оскар“ в категориите за:
- Най-добра мъжка роля, на Дъстин Хофман;
- Най-добра режисура, на Робърт Бентън;
- Най-добър сценарий по адаптация на друго произведение, на Робърт Бентън;
- Най-добра поддържаща женска роля, на Мерил Стрийп.